# L'affare Makropulos
L'affare Makropulos (Věc Makropulos, in lingua ceca) è la penultima opera di Leoš Janáček. Il libretto, basato sull'omonima pièce di Karel Čapek, ma ispirato anche alla relazione di Janáček con la giovane Kamila Stösslová, fu scritto dal compositore stesso tra il 1923 e il 1925. L'opera debuttò con buon successo al Teatro Nazionale di Brno il 18 dicembre 1926, sotto la direzione di František Neumann.

## Periodo di composizione
La versione operistica della storia di Janáček viene scritta dallo stesso tra il 1923 e il 1925. Già dal 10 dicembre 1922 a Praga Janáček intuisce il potenziale della sua storia, per questo entra in corrispondenza con Čapek, che si dimostra favorevole all'idea, nonostante i problemi legali nel garantire i diritti dell'opera. Quando questi problemi vengono risolti, il 10 settembre 1923, Janáček inizia subito a lavorare sulla lirica. Dopo aver scritto il libretto, nel dicembre 1924 completa la prima stesura del lavoro, impiega un altro anno per perfezionarla, e la completa definitivamente il 3 dicembre del 1925.

## Trama
(Elina Makropulos, atto III)

### Atto I
Lo studio dell'avvocato Kolenatý, Praga, 1922
Vitek, archivista dell'avvocato Kolenatý, nota, riordinando i fascicoli dello studio, che il caso Gregor contra Prus è pendente ormai da quasi un secolo.
Entra nel frattanto proprio Albert Gregor, chiedendo notizie dell'avvocato, che però, come spiega Vitek, è ancora impegnato presso la Corte Suprema, della quale si attende la sentenza definitiva.
Appare dunque Kristina, figlia di Vitek, giovane cantante, lamentando la bravura di Emilia Marty, sua collega in teatro, e ammettendo che non riuscirà mai a raggiungere un simile livello di bravura.
Ritorna in quel momento Kolenatý, accompagnato (inaspettatamente) proprio da Emilia Marty.
L'artista chiede di conoscere i dettagli della « causa Gregor contra Prus », ed è subito accontentata: il caso si era aperto con la morte, nel 1827, del barone Joseph Ferdinand Prus, il quale non lasciò né discendenti legittimi né testamento.
L'eredità fu reclamata dal cugino, ma lo stesso fece anche un antenato di Albert, Ferdinand Gregor, sostenendo che il barone aveva verbalmente espresso tale volontà.
Emilia interrompe a questo punto l'uomo di legge chiarendo che Ferdinand Gregor era figlio illegittimo del barone e di una cantante d'opera, Ellian MacGregor.
Stupito dall'esatta conoscenza di questi vecchi fatti, ancor più che dalla rivelazione, Kolenatý fa notare che in ogni caso senza prove la famiglia Prus avrà la meglio in tribunale.
Emilia rivela allora che in un vecchio armadio, nella residenza dei Prus, l'avvocato potrà trovare ciò di cui ha bisogno: un testamento autografo ancora sigillato.
Kolenatý dubita delle parole della cantante, ma Albert insiste affinché si tenti anche quest'ultima strada, arrivando perfino a minacciare di rivolgersi al rivale Abeles.
Partito Kolenatý, Albert confida a Emilia di essere oberato dai debiti e che se non otterrà l'eredità sarà pronto ad uccidersi (l'uomo, già infatuato dell'artista, cerca in questo modo di impressionarla).
Emilia, indifferente, quasi annoiata, rifiuta le avànces di Gregor (gli pone invece strane domande: il tuo vero nome è forse MacGregor? La « mammina » ti chiama Bertiček?).
Il suo unico interesse sembra essere un plico di fogli, scritti in greco, che ella crede in possesso dell'uomo.
Kolenatý rientra assieme a Jaroslav Prus: il testamento era proprio nel luogo indicato e Jaroslav si congratula perciò con Albert per la vittoria - subordinata, beninteso, alla prova che Ferdinand Gregor fosse realmente il figlio illegittimo del Barone.
Emilia annuncia di essere in possesso di tale prova.

### Atto II
Il palco di un teatro d'opera dopo lo spettacolo.
Un macchinista e la donna delle pulizie stanno discutendo dello straordinario successo della Marty.
Entrano il barone Prus, che cerca Emilia, suo figlio Janek e Kristina.
Fa il proprio ingresso anche la prima donna, la quale, dopo aver fatto innamorare di sé anche il giovane Janek, scaccia sia il padre che il figlio.
Anche Albert, che sopraggiunge con un costoso regalo, subisce un rifiuto.
Entra dunque il vecchio conte Hauk-Šendorf, il quale crede di aver riconosciuto in Emilia, Eugenia Montez, una zingara con la quale aveva avuto, mezzo secolo prima, un affaire in Andalusia.
Emilia gli confida che Eugenia non è morta e gli intima, in spagnolo, di darle un bacio.
Partono tutti, eccetto Prus ed Emilia.
Il barone le chiede la ragione dell'interesse da lei dimostrato per il caso Gregor contro Prus e le rivela di essere in possesso di un documento comprovante l'identità dell'amante del barone Joseph Ferdinand (Elina Makropulos) e il nome del figlio (Ferdinand Makropoulos).
Le fa notare dunque come le iniziali E.M. ricorrano spesso nella vicenda: Elina Makropulos, Ellian MacGregor, Eugenia Montez, Emilia Marty...
Assieme a questo foglio ha trovato, inoltre, molte lettere inviate dalla cantante Ellian MacGregor ( « Non son più un bambino, però riconosco che nelle lettere si potrebbe trovar molto da scoprire... da quella grazia » ) e un fascicolo sigillato.
Emilia, dopo aver reagito con ira alle insinuazioni sulla MacGregor, cerca di convincerlo a consegnarle il fascicolo.
Il barone rifiuta e conclude, uscendo, che solo un discendente di Ferdinand Makropoulos potrà legittimamente reclamare l'eredità dell'antenato.
Ritorna Albert supplicando Emilia di ricambiare il proprio amore. La donna, in risposta, cade misteriosamente addormentata.
La risveglia l'arrivo di Janek, il quale, ammaliato da lei, si lascia convincere a rubare i documenti trovati dal padre.
Il dialogo tra i due è però interrotto dal ritorno del barone, il quale, scacciato il ragazzo, acconsente di consegnarle ciò che brama in cambio di una notte d'amore.

### Atto III
La camera d'albergo di Emlia, la mattina seguente.
Emilia e Jaroslav hanno trascorso la notte assieme. Nonostante sia rimasto insoddisfatto (il barone ha trovato la cantante « gelida, di marmo. Fredda come lama... »), l'uomo le consegna il documento bramato.
Li raggiunge la notizia che Janek si è tolto la vita per amore di Emilia; mentre il padre è preso dal rimorso, Emilia rimane assolutamente impassibile, preoccupata solo dalla goffaggine con la quale la cameriera le sta pettinando i capelli.
L'interesse di Emilia si sposta dunque sul conte Hauk-Šendorf, giunto per informarla di aver lasciato la moglie e di aver organizzato, grazie al denaro che ricaverà dalla vendita dei gioielli di famiglia, una fuga d'amore in Spagna.
Irrompono quindi Albert, Kolenatý, Vítek e Kristina, accompagnati da un dottore che allontana il conte, ormai delirante.
Kolenatý ha notato che la calligrafia di Ellian MacGregor corrisponde a quella di Emilia e la accusa, perciò, di aver falsificato i documenti comprovanti la parentela di Ferdinand Gregor/Makropoulos con il defunto barone Prus.
La donna lascia la stanza dichiarando di volersi vestire, prima di chiarire ogni cosa.
Gregor, Kolenatý e Vítek, presi dalla smania di scoprire la verità, approfittano della sua assenza per esaminare il contenuto dei bagagli dell'artista. La ricerca frutta molti documenti e ricordi, tutti riportanti le iniziali E.M.
Prus nota, inoltre, che anche la calligrafia di Elina Makropulos assomiglia a quella di Emilia.
L'artista rientra, barcollante, con in mano una bottiglia di whisky. Ha deciso infine di rivelare la verità: il suo vero nome è Elina Makropulos, nata a Creta nel 1585. Suo padre, l'alchimista Hieronymus Makropulos, chiamato a Praga dall'ormai assillato dalla prossima vecchiaia Rodolfo II, aveva inventato un elisir capace di prolungare la vita di trecento anni.
L'imperatore, dubitando dell'alchimista, ordinò che il rimedio fosse provato prima sulla figlia sedicenne dell'uomo.
Elina, assunto l'elisir, cadde però in un sonno profondo.
Quando, dopo molti giorni, riprese conoscenza, il padre era ormai stato imprigionato e destinato al patibolo; non le rimase dunque che fuggire.
Durante i successivi tre secoli, la donna ha assunto molteplici identità, amato molti uomini e affinato la propria voce al punto da incarnare, nelle diverse generazioni, le migliori cantanti d'opera.
L'unica persona cui confidò il proprio segreto, l'amatissimo Pepi (il barone Joseph Ferdinand Prus), chiese ed ottenne dalla donna la formula Makropulos.
L'effetto dell'elisir è, nel 1922, ormai prossimo al termine. Elina è dunque tornata a Praga per recuperare la formula ed ottenere così altri trecento anni di vita.
Solo ora realizza però che l'eterna giovinezza l'ha condannata ad un'esausta apatia ( « è lo stesso, cantar o tacere. Sazia voler bene, sazia voler il male. Stanca la terra, stanca il cielo! E sappi, anche l'anima muore »), decide perciò di lasciarsi morire.
Invecchiata, tra lo stupore dei presenti, a vista d'occhio, la donna offre a Kristina la formula, prefigurandole una carriera ancor più folgorante di quella della Marty.
La giovane, afferrato il documento, lo incenerisce sulla fiamma di una candela.
Elina spira pronunciando in greco le prime parole del Padre Nostro.

## Cast della prima rappresentazione assoluta
| Ruolo                        | Interprete        |
| ---------------------------- | ----------------- |
| Emilia Marty                 | Alexandra Čvanová |
| Albert Gregor                | Emil Olšovský     |
| Kolenatý                     | Ferdinand Pour    |
| Vítek                        | Valentin Šindler  |
| Kristina                     | Jožka Mattesová   |
| Jaroslav Prus                | Zdeněk Otava      |
| Janek                        | Antonín Pelc      |
| Hauk-Šendorf                 | Václav Šindler    |
| macchinista                  | Jaroslav Čihák    |
| donna delle pulizie          | Jelena Ježičová   |
| cameriera                    |                   |
| Direttore: František Neumann |                   |

## «Věc» Makropulos
Il titolo originale dell'opera, lo stesso utilizzato da Čapek per la propria commedia, è polisemantico: il lemma ceco věc significa, infatti, cosa e può essere diversamente interpretato e tradotto.
Nel terzo atto, quando si parla del «věc Makropulos» ci si riferisce ad un preciso oggetto: la busta gialla in cui è contenuta la formula dell'elisir di lunga vita (la traduzione corretta potrebbe dunque essere «documento» o «formula»).
Per traslato il termine può però essere riferito alla vicenda della commedia (e dell'opera) e, ancora più in generale, all'intero mistero originato dalla formula dell'alchimista cretese.
Per questo, il titolo Věc Makropulos è comunemente tradotto L'affare o Il caso Makropulos.